# Ximian
Ximian era una compagnia che forniva applicazioni desktop open source per Linux ed Unix basati sulla piattaforma GNOME. Ximian (precedentemente conosciuto col nome di "Helix Code", ed ancora prima come "International GNOME Support", per quanto questo nome fosse stato utilizzato solamente durante la fase di pianificazione) fu fondato da Miguel de Icaza e Nat Friedman nell'ottobre del 1999 e fu acquisito da Novell il 4 agosto del 2003. Novell intende continuare ed estendere lo sviluppo di tutti i progetti correnti di Ximian utilizzando il suo nome, aggiungendo supporto per i suoi software Groupwise e ZENworks.
Ximian da una parte ha sviluppato nuovi prodotti e dall'altra ha curato i già esistenti progetti open source al fine di offrire un operato di maggior valore. Tutti questi progetti sono inclusi nel suo prodotto Ximian Desktop - un insieme di applicazioni open source integrate con il fine di offrire tutti gli strumenti di cui un utente lavoratore tipo potrebbe necessitare. Le così conosciute versioni "Ximianized" di GNOME, OpenOffice.org e Pidgin sono affiancate dalle seguenti applicazioni completamente nuove:
- Novell Evolution
- Ximian Connector
- Ximian Red Carpet

Ximian fu membro fondatore del Desktop Linux Consortium e guida lo sviluppo di Mono, un software libero sostituto di Microsoft .NET.

Oltre ai fondatori di Ximian, Novell ora assume anche molti luminari dell'open source, inclusi: Dave Camp,  Robert Love, Federico Mena e  Joe Shaw.